# Guhrow
Guhrow är en kommun och ort i Landkreis Spree-Neisse i förbundslandet Brandenburg i Tyskland.
Kommunen ingår i kommunalförbundet Amt Burg (Spreewald) tillsammans med kommunerna Briesen, Burg (Spreewald), Dissen-Striesow, Schmogrow-Fehrow och Werben.